# Andreas Berger (Schauspieler, 1993)
Andreas Manuel Berger (* 23. August 1993 in Wiesbaden) ist ein deutscher Film und Theaterschauspieler.

## Leben
Andreas Berger ist ein deutscher Schauspieler mit kroatischen Wurzeln. Bereits während seines Schauspielstudiums, spielte er am Staatstheater Wiesbaden und ist seit 2018 in verschiedenen Rollen in Film und Serien zu sehen.

## Filmografie (Auswahl)
- 2019: Der Staatsanwalt (TV-Serie)
- 2020: Der Staatsanwalt (TV-Serie)
- 2020: Ein kurzer Moment (Kurzspielfilm)
- 2021: Then you run (Serie)
- 2021: Tatort – Murot und das Gesetz des Karma (TV-Filmreihe)
- 2021: Die Macht der Entscheidung (Kurzfilm)
- 2021: Das Urteil (Kurzfilm)
- 2022: Ein Fall für zwei – Tödlicher Fehler (TV-Serie)
- 2022: Wolfpack (Musikvideo)
- 2022: Bonhoeffer (Kinofilm)
- 2023: Ein Fall für zwei – Die letzte Lieferung (TV-Serie)
- 2023: Projekt 48 (Kurzfilm)
- 2024: Schöne Seelen (Kinofilm)

## Theatrografie (Auswahl)
- 2017: Die Wiedervereinigung der beides Koreas (Regie: Wolfgang Packhäuser) Wiesbadener Schule für Schauspiel
- 2018: Die Ratten (Regie: Verena Plümer) Wiesbadener Schule für Schauspiel
- 2018–2022: Das Gespenst von Canterville (Regie: Carsten Kochan) Staatstheater Wiesbaden